# Chattanooga (Tennessee)
Chattanooga Tennessee negyedik legnagyobb városa Memphis, Nashville, és Knoxville után. A város, amely egyben Hamilton megye székhelye,  Tennessee állam délkeleti részén, a Tennessee folyó részét képező Chickamauga-tó és Nickajack-tó partján terül el, közel a georgiai határhoz, az I-24, I-75, és I-59 államközi autópályák kereszteződésénél.
A város 206 méterre található a tengerszint felett, az  Appalache-hegység és a Cumberland-felföld között.
Bár Chattanoonogát sokan csak a kisvasutat, a Chattanooga Choo Choo-t megörökítő dalból ismerik, jelentős regionális ipari és kereskedelmi központ.
A város 370,8 km² területet foglal el, amelyből 352,2 km² szárazföld, 20,6 km² pedig vízfelület. Lakosainak száma a 2006-os becslések szerint 168 293 fő, elővárosaival együtt pedig 496 704 fő volt.
Chattanooga első lakosai indiánok voltak, többek között muszkogi és cseroki törzsek éltek ezen a területen. A polgárháború idején Chickamauga és Chattanooga fő csataterek voltak. Ezek helyszínét mára katonai emlékparkká alakították át, a katonai állásokat újjáépítették.

## Története
Chattanooga első lakosai indiánok voltak, az első jeleket a késői kőkorszakra vezették vissza. 900 és 1650 között muszkogi, 1776 és 1838 között cseroki törzsek lakták. John Ross törzsfőnök szerint Chattanooga cseroki nyelven "jó fogást" jelent, utalván a Tennessee folyó halászati lehetőségeire:
A cseroki nevek magyarázatát John Ross híres törzsfőnökhöz és fivéréhez, Lewis Rosshoz vezetik vissza. A Chattanooga nevet a Lookout-hegy lábánál, a Chattanooga-patak partján található kis indián település viselte, jelentése cseroki nyelven "halat vízből fogni". Az indián halászfalu eredetileg tájba illő, történeti múltra visszatekintő nevét a fehér ember gyökerek nélküli városa vette át. A cserokik hasonló hangzású névvel illették a város fölé tornyosuló sziklákat, amelyek egy harcos de kisméretű sólyomról a Clanoowah nevet kapták, és mely név a törzs szellemét kívánta megtestesíteni. A két hely közelségéből adódhat, hogy a mendemondák szerint a "Chattanooga" az jelenti: "a sólyom fészke."
Az első chattanoogai cseroki letelepedés 1776-ra tehető, amikor Dragging Canoe (Kenut Húzó) az európai telepesek elleni ellenállás megalapítása céljából délebbre költözött (chickamaugai háborúk (1776–1794)). 1816-ban John Ross cseroki törzsfőnök itt telepedett le és alapította meg Ross's Landing-et. A mai Broad Street helyén található település a Georgiába és Alabamába is átnyúló cseroki nemzet egyik központjává vált.
1838-ban az amerikai kormány az USA délkeleti államaiból a többi indián törzzsel együtt a cserokikat a mai Oklahoma területére kényszerítette. A vándorlást az otthonuk elhagyása és az áldozatok miatt "Könnyek ösvényének" nevezték el. Az amerikai hadsereg három internálótáboron keresztül intézte el az indiánok nyugatra toloncolását, ezek közül az egyik Ross's Landing volt (a másik kettő az alabamai Fort Payne és a tennessee-i Fort Cass).
1838-ban Ross's Landing közösségéből hivatalosan is várost alapítottak: Chattanoogát. A folyó adta kereskedelmi lehetőségeknek köszönhetően a város gyors növekedésnek indult. 1850-re Chattanoogát elérte a vasút, amely újabb löketet adott a város fejlődésének.

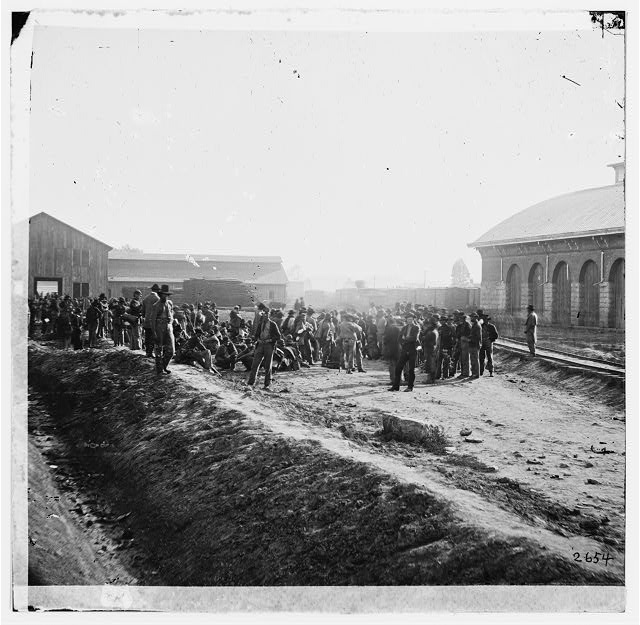
Konföderációs hadifoglyok egy chattanoogai vasúti raktárnál

Az amerikai polgárháború alatt Chattanoongánál zajlott egy ütközet. A chickamaugai csata során az északi erők elterelő csapásként 1863. szeptember 9-én tüzérségi tűz alá vették Chattanoogát. A chikamaugai csata után a vesztes északi hadsereg biztonságban visszavonult Chattanoogába. 1863. november 23-án kezdetét vette a chattanoogai csata, amikor Ulysses S. Grant északi tábornok erősítést küldött Chattanoogába, hogy megtörje a konföderációs erők ostromát. Másnap a Lookout-hegyi csatában az uniós erők elzavarták a konföderációs seregeket a hegytől, majd november 25-én a misszionárius-gerinci csata végképp megfordította a chattanoogai hadjáratot és hátrálásra kényszeríttette a déli seregeket.
A polgárháború után a városból vasúti csomópont, kézmű- és gyáripari központ vált. Az egyre lendületesebben fejlődő várost Glenn Miller jazz-zenész Chattanooga Choo Choo című zeneszáma tette szélesebb körben is ismertté.

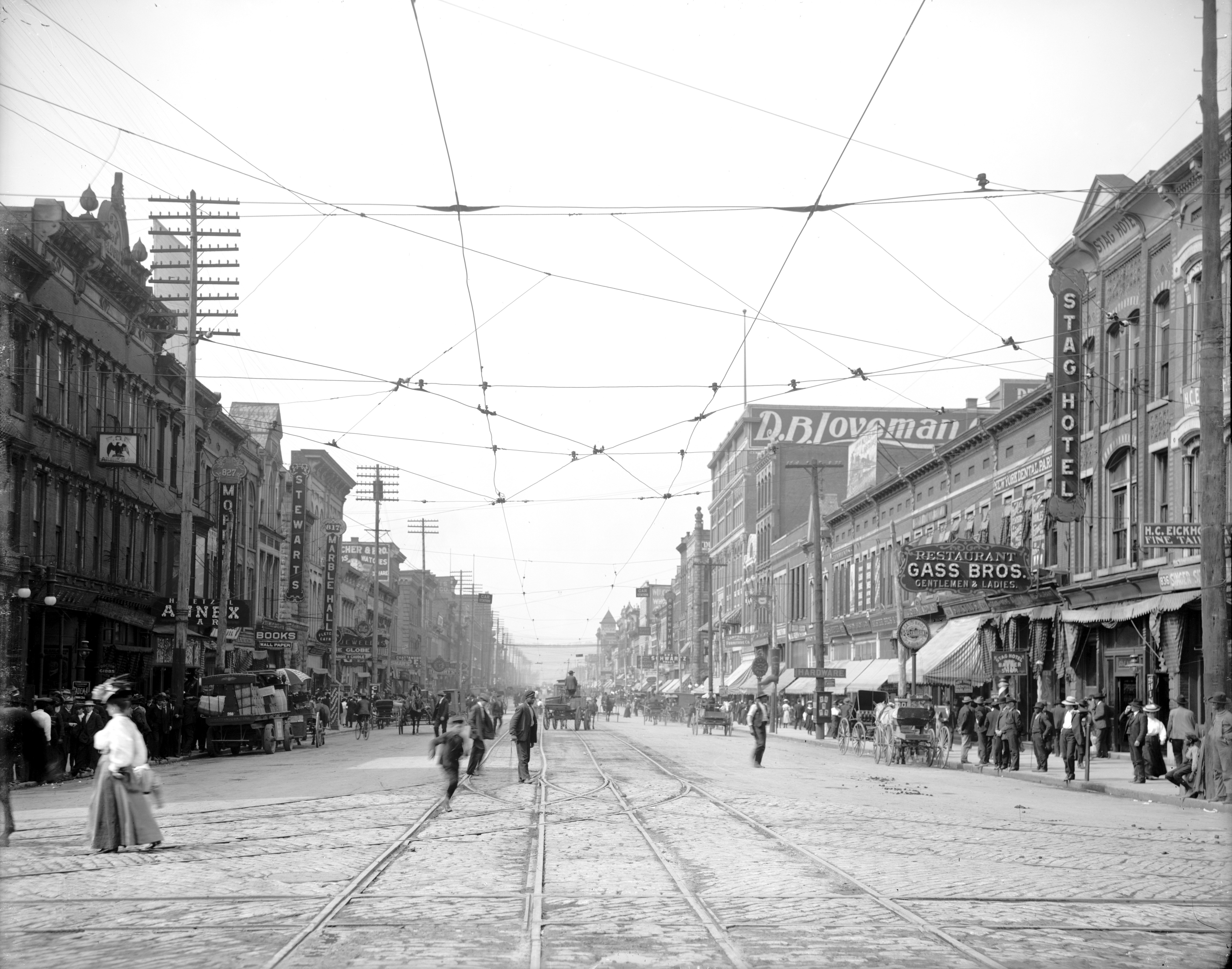
A Market Square 1907-ben

A várost körülvevő látványos hegyek azonban az ipari fejlődéssel járó légszennyezést a város fölé rekesztették, és 1969-ben a szövetségi kormány bejelentette, hogy Chattanooga levegője az egész országban a legszennyezettebb. A többi, korábban iparosodott várossal együtt az 1980-as évekre Chattanooga is krízishelyzetbe került: az ipari termelés visszaesése munkanélküliséghez vezetett, a belvárosi infrastruktúra leromlott, a várost faji és társadalmi feszültségek feszítették. Az 1980-as években ezért Chattanooga népességének több mint 10 százaléka elvándorolt. Ezek után azonban az elmúlt két évtizedben Chattanooga volt az egyetlen olyan amerikai város, amely töretlenül növekedett tovább.

## Gazdasága
Chattanoogában napjainkban az ipari és a szolgáltató szektor számos vállalata található. Többek között a városban nyílt meg a világ első Coca-Cola palackozó üzeme. 2011-ben nyílt meg az egy milliárd dolláros befektetés keretén belül épülő, egyetlen amerikai Volkswagen üzem, miután 1988-ban a német autógyártó bezárta a pennsylvaniai gyáregységét. A városban található üzemek vagy jelentősebb méretű tercier vállalkozások közé tartozik francia gépipari Alstom, a német vegyipari BASF, az amerikai vegyipari DuPont, az amerikai vegyipari Invista, a japán gépipari Komatsu, a kaliforniai szórakoztató elektronikai Plantronics, az AT&T és a svájci UBS bank.

## Népesség
| Lakosok száma | 167 674 | 180 557 | 181 099 |
|               | 2010    | 2018    | 2020    |

## Oktatási rendszere
Chattanooga oktatási létesítményeinek nagy részét az önkormányzat finanszírozza. Az első közoktatási intézményt, a Howard Schoolt 1865-ben, a polgárháború után alapították. A University of Tennessee második legnagyobb campusa Chattanoogában található, több mint 10 000 hallgatóval. A University of Tennessee orvosi karának egyik kihelyezett tagozata is Chattanoogában van. A Chattanooga State Technical Community College szintén tízezer diáknak nyújt felsőfokú oktatást. A Chattanooga-Hamilton megyei bicentennális könyvtárat az USA függetlenségének kétszázadik évfordulóján, 1976-ban nyitották meg. Andrew Carnegie országszerte több mint 2500 könyvtárat alapított - így Chattanooga első könyvtárát is, 1904-ben.

## Híres emberek
- Itt született 1946-ban Bennie Wallace amerikai tenorszaxofonos.